# Gravdal Skipsbyggeri

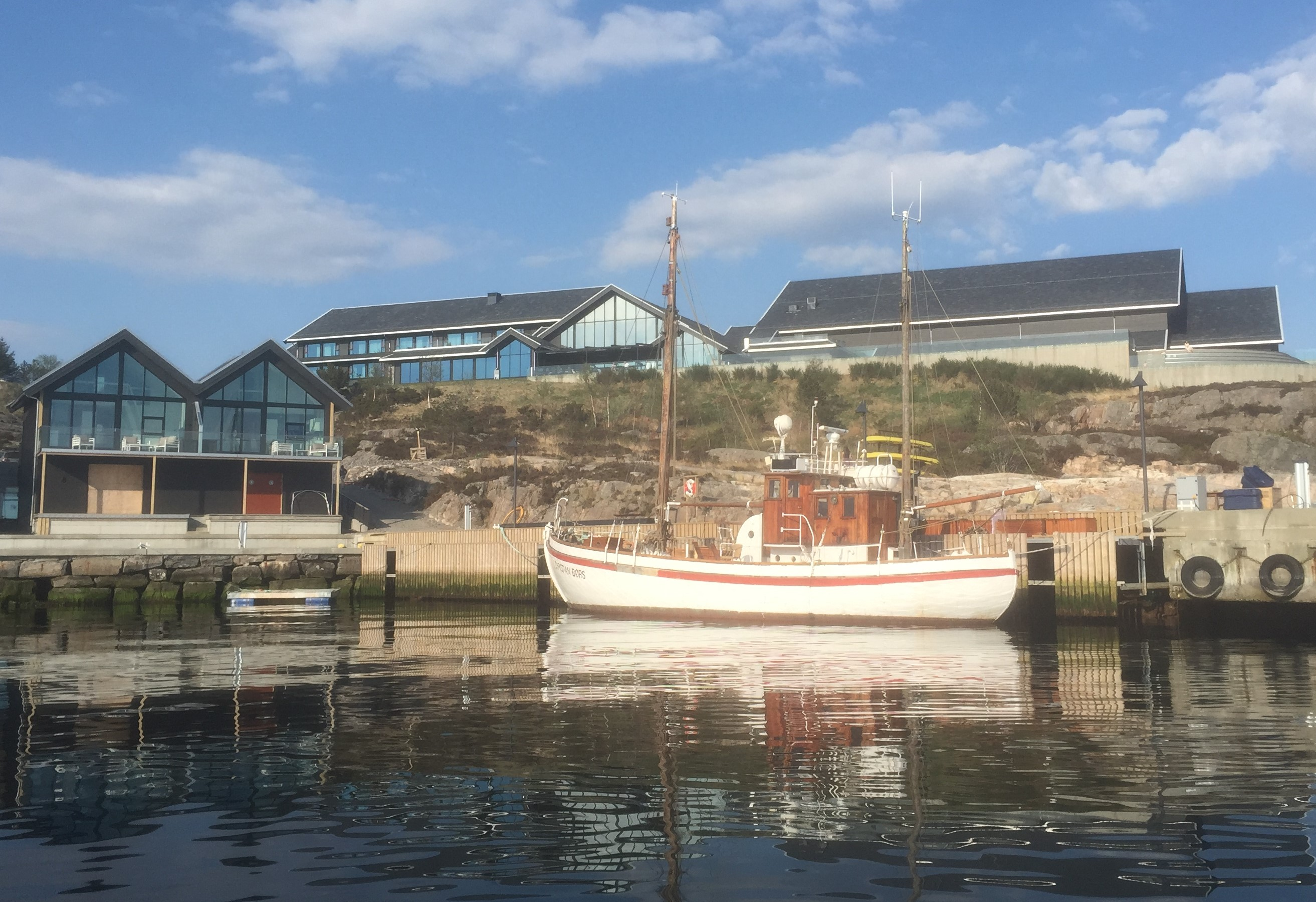
Räddningsskutan Christian Børs II nedanför Panorama Hotel og Resort vid Austefjorden på ön Sotra

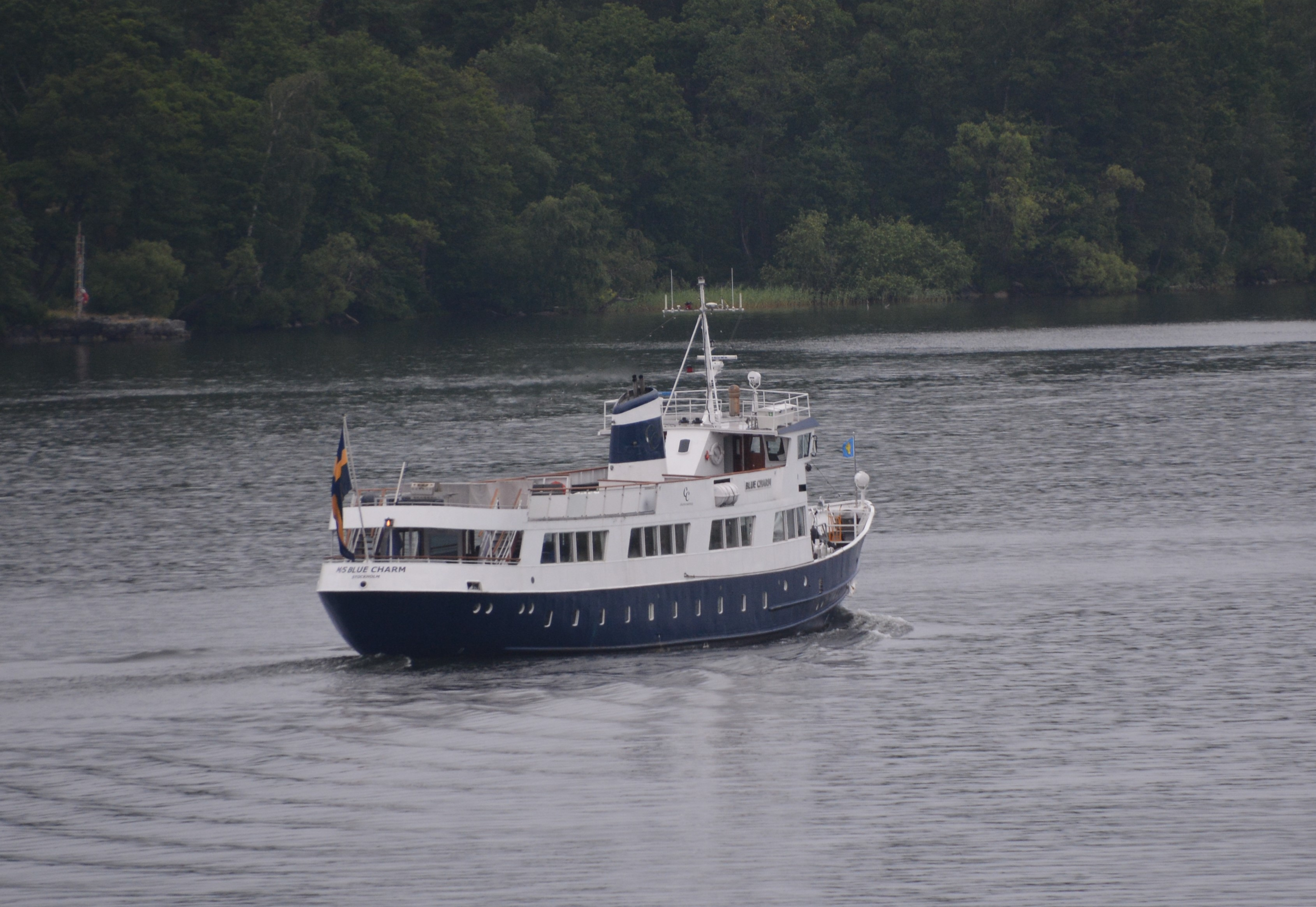
M/S Blue Charm, byggd 1955 som M/S Prinsen på Gravdal Skipsbyggeri

Gravdal Skipsbyggeri A/S, tidigare Gravdal Skipsbyggeri og Trelastforretning, var ett norskt varv i Sunde i Kvinnherads kommun i dåvarande Hordaland fylke (nuvarande Vestland fylke) i västra Norge.
Det grundades ursprungligen av Gunnar Gravdal 1820 i Hillestad i Sunnhordland. Hans sonson Hans Gravdal etablerade 1892 varvet i Sunde. Det lades ner 1978.
Varvet har byggt ett stort antal jakter, galeaser, skonare och kuttrar i trä, och senare fiskebåtar och ishavsskutor. På 1930-talet var varvet det största träfartygsvarvet i Norge. År 1953 byggde varvet sitt första fartyg med stålskrov.

## Fartyg byggda av Gravdal Skipsbyggeri i urval
- 255 1930 Motorkuttern MK Kinsarvik
- 290 1937 Räddningsskutan RS 45 Christian Børs II
- 298 1939 Bilfärjan MF Lærdal
- 32[1] 1955 Passagerarfartyget M/S Blue Charm, byggd som MS Prinsen för A/S Nesodden-Bundefjord Dampskipsselskap
- 356 1963 Bilfärjan MF Lyderhorn